# كريستيان ماير (دراج)
كريستيان ماير (بالألمانية: Christian Meyer) مواليد 12 ديسمبر 1969 في فرايبورغ، هو دراج ألماني سابق. سبق أن شارك في دورة الألعاب الأولمبية الصيفية وفاز بميدالية أولمبية.

## الميداليات
| الميدالية | المسابقة                       |
| --------- | ------------------------------ |
| ذهبية     | الألعاب الأولمبية الصيفية 1992 |

## روابط خارجية
- كريستيان ماير على موقع أرشيف الدراجات (الإنجليزية)
- كريستيان ماير على موقع إحصائيات الدراجات الإحترافية (الإنجليزية)
- كريستيان ماير على موقع CycleBase (الإنجليزية)
- كريستيان ماير على موقع أوليمبيديا (الإنجليزية)